# (42301) 2001 UR163
(42301) 2001 UR163 ist ein großes transneptunisches Objekt, das bahndynamisch als Resonantes KBO (4:9–Resonanz) eingestuft wird. Aufgrund seiner Größe ist der Asteroid ein Zwergplanetenkandidat. Besonders auffällig ist seine außergewöhnliche Rotfärbung, bislang die rötlichste im Sonnensystem.

## Entdeckung
(42301) 2001 UR163 wurde am 21. Oktober 2001 von James Elliot, Susan Benecchi(–Kern) und K. E. Washburn im Rahmen des Deep-Ecliptic-Survey-Projekts mit dem 4–m–Reflektorteleskop am Kitt-Peak-Observatorium (Arizona) entdeckt. Die Entdeckung wurde am 14. November 2001 zusammen mit (612245) 2001 QX322 und 2001 VN71 bekanntgegeben, der Planetoid erhielt später von der IAU die Kleinplaneten-Nummer 42301.
Nach seiner Entdeckung ließ sich (42301) 2001 UR163 auf Fotos vom 27. Juli 1982, die im Rahmen des Digitized Sky Survey–Programmes (DSS) am Siding-Spring-Observatorium (Australien) gemacht wurden, zurückgehend identifizieren und so seinen Beobachtungszeitraum um 19 Jahre verlängern, um so seine Umlaufbahn genauer zu berechnen. Seither wurde 2001 UR163 mit erdbasierten Teleskopen wie dem Canada-France-Hawaii Telescope beobachtet. Im April 2017 lagen insgesamt 157 Beobachtungen über einen Zeitraum von 35 Jahren vor. Die bisher letzte Beobachtung wurde im Oktober 2016 am Pan-STARRS–Teleskop (PS1) (Maui) durchgeführt. (Stand 14. März 2019)

## Eigenschaften

### Umlaufbahn
(42301) 2001 UR163 umkreist die Sonne in 369,13 Jahren auf einer elliptischen Umlaufbahn zwischen 36,69 AE und 66,22 AE Abstand zu deren Zentrum. Die Bahnexzentrizität beträgt 0,287, die Bahn ist 0,75° gegenüber der Ekliptik geneigt. Derzeit ist der Planetoid 53,09 AE von der Sonne entfernt. Das Perihel durchlief er letztmals Anfang 1937; 2006 überschritt (42301) 2001 UR163 nach Durchquerung des gesamten Kuipergürtels die 50–AE–Grenze. Der nächste Periheldurchlauf dürfte um das Jahr 2306 erfolgen.
Marc Buie (DES) klassifiziert den Planetoiden als RKBO (4:9-Resonanz mit Neptun), während das Minor Planet Center ihn als SDO einordnet; letzteres führt ihn auch allgemein als «Distant Object».

### Größe
Gegenwärtig wird von einem berechneten Durchmesser von 561 km ausgegangen; dieser Wert beruht auf einem angenommenen Rückstrahlvermögen von 9 % und einer absoluten Helligkeit von 4,6 m. Ausgehend von diesem Durchmesser ergibt sich eine Gesamtoberfläche von rund 989.000 km². Die scheinbare Helligkeit von 2001 UR163 beträgt 21,54 m, die mittlere Oberflächentemperatur wird anhand der Sonnenentfernung auf 39 K (−234 °C) geschätzt.
Es ist davon auszugehen, dass (42301) 2001 UR163 sich im hydrostatischen Gleichgewicht befindet und der Asteroid damit ein Zwergplanetenkandidat ist, basierend auf dem taxonomischen 5-Klassen-System von Mike Brown, von welchem diese Durchmesserschätzung stammt. Mike Brown geht davon aus, dass es sich bei (42301) 2001 UR163 um wahrscheinlich einen Zwergplaneten handelt. Nach Gonzalo Tancredi ist es nur möglicherweise einer.
| Jahr                                         | Abmessungen km | Quelle              |
| -------------------------------------------- | -------------- | ------------------- |
| 2008                                         | 607,0          | Tancredi            |
| 2010                                         | 607,0          | Tancredi            |
| 2015                                         | 531,5          | LightCurve DataBase |
| 2018                                         | 671,0          | Johnston            |
| 2018                                         | 561,0          | Brown               |
| Die präziseste Bestimmung ist fett markiert. |                |                     |

### Oberfläche und Farbe
Die Lichtkurvenbeobachtungen zeigten nur kleine Abweichungen, was auf eine kugelähnliche Struktur mit kleinen Albedoflecken hinweist.
2001 UR163 weist den rötlichsten Farbindex im gesamten Sonnensystem auf. Am 31. Oktober 2002 wurde der Asteroid durch das 3,6-Canada-France-Hawaii Telescope beobachtet, wobei ein rekordverdächtiger Rotindex von B−R = 2,28 ermittelt wurde. Damit ist 2001 UR163 roter als (5145) Pholus, (119070) 2001 KP77, (90377) Sedna und der Komet C/2001 T4.
Rotfärbungen im Spektrum werden gewöhnlich durch kosmische Verwitterung verursacht, die durch die ultraviolette Strahlung und geladene Teilchen der Sonne entsteht. Eine Blauverschiebung entsteht, wenn Einschläge von Meteoren den Untergrund der Oberfläche eines Himmelskörpers offenlegen. Im sichtbaren Licht würde 2001 UR163 orange bis braun erscheinen, abhängig von seiner Albedo.